# Eigil Ramsfjell
Eigil Ramsfjell (ur. 17 marca 1955 w Oslo) – norweski curler, brązowy medalista olimpijski z Nagano 1998, trzykrotny mistrz świata. Reprezentuje Snarøen Curling Club, wcześniej grał w Trondheim CC i Bygdøy CC. Starszy brat Haralda i Benta Ånunda, mistrza olimpijskiego z Salt Lake City.
Ramsfjell reprezentował swój kraj na arenie międzynarodowej w latach 1976-2012 aż 29 razy. Zadebiutował w Mistrzostwach Świata 1976 jako trzeci w ekipie Kristiana Søruma, w tym i następnym roku Norwegowie uplasowali się na 6. Miejscu. W 1978 do drużyny dołączył brat Kristiana, Morten i to on objął pozycję trzeciego a Eigil został drugim. W takim ustawieniu zespół ze Snarøya dotarł do finału, wcześniej pokonując Kanadę (Mike Chernoff). Ostatecznie Norwegia zdobyła srebrne medale, lepsi byli Amerykanie (Bob Nichols), którzy finał wygrali wynikiem 6:4. Po roku ekipa Søruma również znalazła się w finale MŚ, triumfował tam 5:4 przeciwko Szwajcarom (Peter Attinger Junior). Był to pierwszy złoty medal mistrzostw świata dla Norwegii.
W następnym sezonie Ramsfjell powrócił do zagrywania 5. i 6. kamieni w drużynie. W 1979 Eigil zadebiutował w mistrzostwach Europy, norweska drużyna zdobyła brązowe medale przegrywając 7:8 półfinał ze Szwecją (Jan Ullsten). W rywalizacji światowej Norwegia ponownie znalazła się w finale eliminując wcześniej Szwajcarów (Jürg Tanner). W finale najlepsi okazali się Kanadyjczycy (Rick Folk). W swoich kolejnych mistrzostwach Europy Ramsfjell uplasował się na 2. miejscu przegrywając tylko ze Szkocją (Barton Henderson). W kwietniowych MŚ norweska ekipa uplasowała się tuż za podium przegrywając 4:7 mecz o brąz ze Stanami Zjednoczonymi (Bud Somerville).
Eigil Ramsfjell objął funkcję kapitana drużyny począwszy od sezonu 1982/1983. W turnieju mistrzostw globu 1983 zdobył brązowe medale – w półfinale uległ 3:4 zespołowi Niemiec (Keith Wendorf). Rok później Norwegowie ponownie dostali się do fazy finałowej. Tym razem jednak z 4. miejsca, a wcześniej w barażu musieli pokonać Niemców (Keith Wendorf). W półfinale zwyciężyli 5:3 nad zespołem Trzech Koron (Per Lindeman). Ramsfjell swój drugi złoty medal mistrzostw świata wywalczył pokonując w finale 8:5 Szwajcarów (Peter Attinger Junior). Na następnych MŚ wystąpił po trzech latach. W Vancouver zajął 3. miejsce, taką samą lokatę uzyskał wcześniej na Mistrzostwach Europy 1985.
Sezon 1987/1988 był sezonem olimpijskim, a curling po 56 latach przerwy pojawił się jako sport pokazowy. W grudniowych ME Norwegia dotarła do finału, gdzie wynikiem 4:5 uległa Szwedom (Thomas Norgren). Ramsfjell kontynuował bardzo dobrą formę – awansował do fazy medalowej turnieju olimpijskiego w Calgary. Zdobył wówczas złote medale pokonując w najważniejszych meczach 8:5 Kanadyjczyków (Ed Lukowich) i 10:2 Szwajcarów (Hansjörg Lips). Ekipa ze Snarøya triumfowała również w rozgrywanych dwa miesiące później Mistrzostwach Świata pokonując w finale 5:4 Kanadę (Pat Ryan). Następny raz na najwyższym stopniu podium Norwegowie z Ramsfjellem na czele stanęli w Mistrzostwach Europy 1993. Przed tym sukcesem dochodzili do finałów ME w latach 1988 i 1989, dwukrotnie przegrywając ze Szkotami (odpowiednio David Smith i Hammy McMillan), zdobyli również trzy brązowe medale podczas MŚ 1989, ME 1990 i MŚ 1991.
W sezonie 1994/1995 norweski zespół dotarł do fazy play-off ME przegrał jednak półfinał i mecz o 3. miejsce. W MŚ 1995 zespół Ramsfjella uplasował się na 5. miejscu po dwóch meczach barażowych. Z mistrzostw Starego Kontynentu 1995 powrócił z brązowym medalem wywalczonym w meczu przeciwko Włochom (9:1, Claudio Pescia). Po dwóch meczach tie-breaker Norwegia awansowała do fazy zasadniczej Mistrzostw Świata 1996. Zespół ze Snarøya zajął 4. miejsce przegrywając 1:7 z Kanadą (Jeff Stoughton) i 6:9 ze Szwajcarią (Patrick Hürlimann).
Curling jako pełnoprawny sport olimpijski zadebiutował podczas Zimowych Igrzysk Olimpijskich 1998 rozgrywanych w Nagano. Norwegowie z bilansem 5 wygranych i 2 porażek z drugiego miejsca awansowali do fazy medalowej. Ramsfjell nie zagrał w ostatnim, wygranym 10:8 przeciwko Kanadzie (Mike Harris), meczu Round Robin. W półfinale Skandynawowie ulegli 7:8 późniejszym mistrzom olimpijskim – Szwajcarom (Patrick Hürlimann), zajęli jednak najniższe miejsce na podium zwyciężając w małym finale 9:4 nad Amerykanami (Tim Somerville). Po igrzyskach Eigil zakończył karierę sportową. Na arenę międzynarodową powrócił w Mistrzostwach Świata Seniorów 2012, gdzie zajął 4. miejsce przegrywając 8:4 mecz o brąz ze Szwecją (Connie Östlund).

## Drużyny
|           | Czwarty         | Trzeci          | Drugi               | Otwierający          |
| --------- | --------------- | --------------- | ------------------- | -------------------- |
| 2011/2012 | Eigil Ramsfjell | Sjur Loen       | Morten Søgaard      | Dagfinn Loen         |
| 1997/1998 | Eigil Ramsfjell | Jan Thoresen    | Stig-Arne Gunnestad | Anthon Grimsmo       |
| 1994/1996 | Eigil Ramsfjell | Anthon Grimsmo  | Jan Thoresen        | Tore Torvbråten      |
| 1993/1994 | Eigil Ramsfjell | Sjur Loen       | Dagfinn Loen        | Niclas Järund        |
| 1992/1993 | Eigil Ramsfjell | Sjur Loen       | Niclas Järund       | Bent Ånund Ramsfjell |
| 1990/1991 | Eigil Ramsfjell | Sjur Loen       | Niclas Järund       | Morten Skaug         |
| MŚ 1990   | Eigil Ramsfjell | Sjur Loen       | Niclas Järund       | Morten Skaug         |
| ME 1989   | Eigil Ramsfjell | Dagfinn Loen    | Espen de Lange      | Thoralf Hognestad    |
| MŚ 1989   | Eigil Ramsfjell | Sjur Loen       | Morten Søgaard      | Bo Bakke             |
| ME 1988   | Eigil Ramsfjell | Sjur Loen       | Morten Søgaard      | Dagfinn Loen         |
| 1986/1988 | Eigil Ramsfjell | Sjur Loen       | Morten Søgaard      | Bo Bakke             |
| 1985/1986 | Eigil Ramsfjell | Sjur Loen       | Gunnar Meland       | Morten Skaug         |
| 1982/1984 | Eigil Ramsfjell | Sjur Loen       | Gunnar Meland       | Bo Bakke             |
| 1980/1981 | Kristian Sørum  | Eigil Ramsfjell | Gunnar Meland       | Dagfinn Loen         |
| 1979/1980 | Kristian Sørum  | Eigil Ramsfjell | Gunnar Meland       | Harald Ramsfjell     |
| 1977/1979 | Kristian Sørum  | Morten Sørum    | Eigil Ramsfjell     | Gunnar Meland        |
| 1975/1977 | Kristian Sørum  | Eigil Ramsfjell | Gunnar Meland       | Gunnar Sigstadstø    |